# Canottaggio ai Giochi della XVI Olimpiade - Quattro senza maschile
La competizione del Quattro senza maschile dei Giochi della XVII Olimpiade si è svolta dal 23 al 27 novembre 1956 al bacino del lago Wendouree a Ballarat.

## Programma
| Data             | Round        | Note                                                 |
| ---------------- | ------------ | ---------------------------------------------------- |
| 23 novembre 1956 | 4 Batterie   | I vincitori alle semifinali. I restanti ai recuperi. |
| 24 novembre 1956 | 4 Recuperi   | I vincitori alle semifinali.                         |
| 26 novembre 1956 | 2 Semifinali | I primi 2 in finale.                                 |
| 27 novembre 1956 | Finale       |                                                      |

## Risultati

### Batterie
| Pos. | Nazione   | Atleti                                                         | Tempo  |
| ---- | --------- | -------------------------------------------------------------- | ------ |
| 1    | Canada    | Archibald McKinnon, Lorne Loomer Walter D'Hondt, Donald Arnold | 6'36"6 |
| 2    | Germania  | Willi Montag, Horst Stobbe Gunther Kaschlun, Manfred Fitze     | 6'48"1 |
| 3    | Australia | John Harrison, Peter Evatt Geoffrey Williamson, David Anderson | 6'52"7 |
| 4    | Danimarca | Elo Tostenæs, Mogens Sørensen Børge Hansen, Tage Grøndahl      | 7'08"1 |

| Pos. | Nazione     | Atleti                                                       | Tempo  |
| ---- | ----------- | ------------------------------------------------------------ | ------ |
| 1    | Stati Uniti | John Welchli, John McKinlay Arthur McKinlay, James McIntosh  | 6'59"2 |
| 2    | Francia     | René Guissart, Yves Delacour Gaston Mercier, Guy Guillabert  | 7'11"8 |
| 3    | Cuba        | Luis Olivera, Orlando Lanza Enrique Hernández, Joaquín Pérez | 7'17"7 |

| Pos. | Nazione          | Atleti                                                         | Tempo  |
| ---- | ---------------- | -------------------------------------------------------------- | ------ |
| 1    | Unione Sovietica | Leonid Zakharov, Aleksandr Sheff Nikolay Karasyov, Igor Ivanov | 6'39"7 |
| 2    | Ungheria         | Csaba Kovács, Rezső Riheczky Zoltán Kávay, Géza Ütő            | 6'40"6 |

| Pos. | Nazione   | Atleti                                                                       | Tempo  |
| ---- | --------- | ---------------------------------------------------------------------------- | ------ |
| 1    | Italia    | Giuseppe Moioli, Attilio Cantoni Giovanni Zucchi, Abbondio Marcelli          | 6'41"9 |
| 2    | Polonia   | Kazimierz Błasiński, Szczepan Grajczyk Zbigniew Paradowski, Marian Nietupski | 6'46"3 |
| 3    | Finlandia | Kauko Hänninen, Reino Poutanen Veli Lehtelä, Toimi Pitkänen                  | 6'50"3 |

### Recuperi
| Pos. | Nazione   | Atleti                                                     | Tempo  |
| ---- | --------- | ---------------------------------------------------------- | ------ |
| 1    | Germania  | Willi Montag, Horst Stobbe Gunther Kaschlun, Manfred Fitze | 8'27"2 |
| -    | Danimarca | Elo Tostenæs, Mogens Sørensen Børge Hansen, Tage Grøndahl  | DNF    |

| Pos. | Nazione   | Atleti                                                      | Tempo  |
| ---- | --------- | ----------------------------------------------------------- | ------ |
| 1    | Francia   | René Guissart, Yves Delacour Gaston Mercier, Guy Guillabert | 7'44"0 |
| 2    | Finlandia | Kauko Hänninen, Reino Poutanen Veli Lehtelä, Toimi Pitkänen | 7'55"1 |

| Pos. | Nazione   | Atleti                                                         | Tempo  |
| ---- | --------- | -------------------------------------------------------------- | ------ |
| 1    | Australia | John Harrison, Peter Evatt Geoffrey Williamson, David Anderson | 8'10"4 |
| 2    | Ungheria  | Csaba Kovács, Rezső Riheczky Zoltán Kávay, Géza Ütő            | 8'17"0 |

| Pos. | Nazione | Atleti                                                                       | Tempo  |
| ---- | ------- | ---------------------------------------------------------------------------- | ------ |
| 1    | Polonia | Kazimierz Błasiński, Szczepan Grajczyk Zbigniew Paradowski, Marian Nietupski | 8'29"3 |
| 2    | Cuba    | Luis Olivera, Orlando Lanza Enrique Hernández, Joaquín Pérez                 | 8'45"4 |

### Semifinali
| Pos. | Nazione          | Atleti                                                                       | Tempo  |
| ---- | ---------------- | ---------------------------------------------------------------------------- | ------ |
| 1    | Canada           | Archibald McKinnon, Lorne Loomer Walter D'Hondt, Donald Arnold               | 7'47"7 |
| 2    | Francia          | René Guissart, Yves Delacour Gaston Mercier, Guy Guillabert                  | 8'08"4 |
| 3    | Unione Sovietica | Leonid Zakharov, Aleksandr Sheff Nikolay Karasyov, Igor Ivanov               | 8'18"3 |
| 4    | Polonia          | Kazimierz Błasiński, Szczepan Grajczyk Zbigniew Paradowski, Marian Nietupski | 8'32"0 |

| Pos. | Nazione     | Atleti                                                              | Tempo  |
| ---- | ----------- | ------------------------------------------------------------------- | ------ |
| 1    | Stati Uniti | John Welchli, John McKinlay Arthur McKinlay, James McIntosh         | 7'59"7 |
| 2    | Italia      | Giuseppe Moioli, Attilio Cantoni Giovanni Zucchi, Abbondio Marcelli | 8'10"2 |
| 3    | Germania    | Willi Montag, Horst Stobbe Gunther Kaschlun, Manfred Fitze          | 8'19"8 |
| 4    | Australia   | John Harrison, Peter Evatt Geoffrey Williamson, David Anderson      | 8'22"4 |

### Finale
| Pos.    | Nazione     | Atleti                                                              | Tempo  |
| ------- | ----------- | ------------------------------------------------------------------- | ------ |
| Oro     | Canada      | Archibald McKinnon, Lorne Loomer Walter D'Hondt, Donald Arnold      | 7'08"8 |
| Argento | Stati Uniti | John Welchli, John McKinlay Arthur McKinlay, James McIntosh         | 7'18"4 |
| Bronzo  | Francia     | René Guissart, Yves Delacour Gaston Mercier, Guy Guillabert         | 7'20"9 |
| 4       | Italia      | Giuseppe Moioli, Attilio Cantoni Giovanni Zucchi, Abbondio Marcelli | 7'22"5 |